# Luz María Aguilar
Luz María Aguilar Torres (Ojinaga, Chihuahua,  26 de março de 1936) é uma actriz mexicana.
Trabalhou em teatro, no cinema na chamada Era de Ouro do Cinema do México e televisão como na série Hogar, dulce hogar mais de oito anos. Seu filho Alejandro é produtor 

## Filmografia
- El secuestro del símbolo sexual (1995)
- Supervivientes de los Andes (1976)
- Las fuerzas vivas (1975)
- Laberinto de pasiones (1975)
- Al fin a solas (1969)
- Dr. Satán y la magia negra (1968)
- Cómo pescar marido (1967)
- Dos meseros majaderos (1966)
- Pistoleros del oeste (1965)
- La maldición de mi raza (1965)
- El mundo de las drogas (1964)
- El norteño (1963)
- Estos años violentos (1962)
- Las recién casadas (1962)
- El caballo blanco (1962)
- La furia del ring (1961)
- Las cosas prohibidas (1961)
- Matrimonios juveniles (1961)
- Mujeres engañadas (1961)
- Ojos tapatios (1961)
- La diligencia de la muerte (1961)
- La llorona (1960)
- ¡Qué bonito amor! (1960)
- Mundo, demonio y carne (1960)
- El último mexicano (1960)
- Vivir del cuento (1960)
- Manicomio(1959)
- Siete pecados (1959)
- Pistolas de oro (1959)
- El águila negra contra los enmascarados de la muerte (1958)
- Mujeres encantadoras (1958)
- El águila negra en la ley de los fuertes (1958)
- Vainilla, bronce y morir (Una mujer más) (1957)
- Juventud desenfrenada (1956) .... Rosa Lara
- Caras nuevas (1956)
- Con quién andan nuestras hijas (1956)
- Soy un golfo (1955)
- Las nenas del 7 (1955)
- Maldita ciudad (1954)

## TV
- Te doy la vida (2020) - Doña Isabel Armida Vda. de Rioja

- Amores con trampa (2015) - Doña Perpetua Sánchez
- La rosa de Guadalupe (2012) - série unitária
- Como dice el dicho (2012) - Margarita (série unitária)
- Ni contigo ni sin ti (2011)
- Mujeres asesinas 3 (2010)
- Alma de hierro (2008-2009)
- La fea más bella (2006-2007) Irma "Irminha" de Ramirez

- Rubí (2004)
- Clap...El lugar de tus sueños (2003)
- Navidad sin fin (2001)
- Mujer, casos de la vida real
- Cuento de navidad (1999)
- El niño que vino del mar (1999)
- Vivo por Elena (1998)
- Una luz en el camino (1998)
- Los papás de mis papás (1994)
- Corazón salvaje (1993)
- Aprendiendo a vivir (1984)
- Vamos juntos (1979)
- Hogar, dulce hogar (1974)
- Amaras a tu projimo (1973)
- El profesor particular (1971)
- Cosa juzgada (1970)
- Concierto de almas (1969)
- Cárcel de mujeres (1968)
- La duda (1967)
- Cuna vacía (1967)
- El ídolo (1966)
- Tú eres un extraño (1965)
- La intrusa (1971)
- La sombra del otro (1963)
- El enemigo (1961)
- María Guadalupe (1960)